# Bąkojady
Bąkojady (Buphagidae) – monotypowa rodzina ptaków z rzędu wróblowych (Passeriformes), wcześniej klasyfikowana w randze podrodziny Buphaginae w rodzinie szpaków (Sturnidae). 

## Występowanie
Bąkojady zamieszkują sawannę w Afryce Subsaharyjskiej.

## Charakterystyka
Długość ciała 20 cm, masa ciała 42–71 g.
Żerują na dużych, roślinożernych ssakach kopytnych (bawołach, nosorożcach, zebrach, antylopach i słoniach). Wyjadają im ze skóry pasożyty (głównie kleszcze i larwy muchówek) oraz bliznowate tkanki i krew z ran ssaka. Nogi bąkojadów są krótkie i wyposażone w ostre pazury, dzięki czemu mogą się utrzymać na grzbiecie i bokach ciała poruszającego się ssaka.
Bąkojady nie tylko oczyszczają skórę zwierząt, ale pełnią również rolę strażników ostrzegających o zagrożeniu. Są towarzyskie, żerują i nocują w stadach. Gnieżdżą się w dziuplach drzew.

## Systematyka

### Etymologia
Greckie βους bous – wół; -φαγος -phagos – -jedzący < φαγειν phagein – jeść.

### Podział systematyczny
Rodzina Buphagidae jest taksonem siostrzanym w stosunku do (przedrzeźniacze (Mimidae) + szpaki (Sturnidae)). Do rodziny należy jeden rodzaj z następującymi gatunkami:
- Buphagus erythrorhynchus (Stanley, 1814) – bąkojad czerwonodzioby
- Buphagus africanus Linnaeus, 1766 – bąkojad żółtodzioby